# Introduction, thème et variations de Rossini
Pour les articles homonymes, voir Introduction, thème et variations.
Introduction, thème et variations (en italien : Introduzione, tema e variazioni per clarinetto e piccolo orchestra) est une composition pour clarinette en si bémol et orchestre piccolo ou piano écrite en 1822 par Gioacchino Rossini basée sur un thème de l'ouverture de l'opéra Mosè in Egitto (1818). Elle est représentative des capacités de la clarinette ancienne dotée de 5 à 8 clefs.
La pièce est dédiée au professeur de clarinette à Naples, Alessandro Abate.

## Histoire
Les premières compositions de Rossini comprennent de nombreuses pièces sacrées, un opéra, quelques ouvertures et une modeste quantité de musique instrumentale, en grande partie dans le style de la première école de Vienne de Haydn, Mozart et Beethoven. On pense que Rossini compose vers 1809 lors de ses études au Liceo Musicale de Bologne des variations pour clarinette en ut dénommées Variazione per clarinetto e piccolo orchestra sur un air d'opéra L'italiana in Algeri qui sont préfiguratrices de son style ; cette oeuvre a été publiée à Leipzig en 1824. En 1809, Rossini se concentrait déjà fermement sur la musique qui allait le définir en tant que compositeur, à savoir la musique pour le théâtre. Cependant, il est difficile de dater cette composition avec précision, étant donné qu'il n'y avait apparemment pas de cours de clarinette proposés au Liceo à l'époque où ces variations sont censées avoir été composées. La section finale solo élargie de la dernière variation fait office de coda, son intensité qui monte lentement et ses rythmes galopants laissant sûrement présager le fameux crescendo rossinien qui se développera dans les années suivantes.
Par la suite, Rossini composera de nombreuses variations, notamment cette oeuvre Introduction, thème et variations pour clarinette, exploitant les thèmes de ses opéras.

## Analyse
Les Introduzione, tema e variazioni per clarinetto e piccolo orchestra sont écrites en si bémol majeur et se composent d'une introduction, du thème lui-même, et de trois variations suivies d'un largo et d'un Maggiore. Elle commence sur le thème La pace mia smarrita de l'opéra Mosè in Egitto (1818) et par une section andante ternaire. La clarinette solo entre ensuite dans l'œuvre avec un thème lyrique libre  marqué allegretto qui rappelle fortement le bel canto italien. Le thème principal de l'œuvre est alors énoncé sur l'air de Oh quante lagrima, tiré de l'opéra « La donna del lago » et sa mesure est à 4 temps. Selon un schéma qui se répète à chaque variation, le thème retravaillé et répèté une fois est interprété par le soliste est conclu par un tutti constituant la troisième partie. La première variation,  que l'on retrouvera dans l'opéra La donna del lago (1819), rend le thème en triolets staccato vifs. Les deuxième et troisième variations consistent en des passages staccato rapides de doubles croches, combinant arpèges et gammes. La troisième variation est accompagnée d'un largo dans le mode mineur. La dernière partie en mode majeur, marquée de l'indication Maggiore (en français : « plus grand »), est également composée de doubles croches avec des gammes et des arpèges entrecoupés et se termine par une cadence suivi d'un tutti d'orchestre.

## Éditions
Adriano Amore cite une copie manuscrite de l'œuvre à la bibliothèque Opera Pia Greggiati d'Ostiglia (Mss.Mus, B 4325),.
Cipriani (Florence) a publié une édition vers 1822. Une autre édition a été publiée par Breitkopf & Härtel de 1824. 
Il existe une version moderne (Ed. Nr. 551K) éditée par Jost Michaels (de) aux éditions Musikverlag Hans Sikorski dans les années 1960 à Hambourg. Cette version est basée sur une copie provenant de la Staatsbibliothek de Berlin. 
En 2018, une édition a été publiée par Breitkopf & Härtel dans la série Musica Rara (MR 2290a, MR 2290b).

## Enregistrements
Cette pièce d'un style lyrique est fréquemment jouée en concert et comporte de nombreux enregistrements :
- Philippe Berrod, Art of Clarinet, Indésens Records INDE030, 2011 (OCLC 811454415).